# Tijucella polychroma
Tijucella polychroma är en insektsart som beskrevs av Christiane Amédégnato och Marius Descamps 1979. Tijucella polychroma ingår i släktet Tijucella och familjen gräshoppor. Inga underarter finns listade i Catalogue of Life.